# Chrysometa xavantina
Chrysometa xavantina är en spindelart som beskrevs av Claude Lévi 1986. Chrysometa xavantina ingår i släktet Chrysometa och familjen käkspindlar. Inga underarter finns listade i Catalogue of Life.